# Lengyel Emese
Lengyel Emese (Kisvárda, 1996. augusztus 13. –) Junior Prima-díjas szerkesztő, kultúratukutató, menedzser.
Diplomáit a Debreceni Egyetemen és a Budapesti Metropolitan Egyetemen szerezte. Doktori tanulmányait a Debreceni Egyetem Irodalom- és Kultúratudományok Doktori Iskolában folytatta. Jelenleg a Széchenyi István Egyetem kutatója. Elsősorban a bécsi és a magyar operett történetével, operett-tánccal, az operettbeli kisebbségábrázolásával, valamint a kultúrafinanszírozás kérdéskörével foglalkozik. 2017 óta szabadúszó újságíróként is dolgozik, elsősorban zenés színházzal, határon túli alkotókkal és fiatal tehetségekkel foglalkozik a különböző sajtóműfajokban (kritika, interjú, tudósítás, riport).

## Ismeretterjesztés
Rendszeresen tart ismeretterjesztő előadásokat a magyar operett tárgykörében (Magyar Tudomány Napja, szabadegyetem stb.). 2022. október 24-én, a Magyar Operett Napján útjára indította az Operettpáholy elnevezésű oldalt.
2024 szeptemberétől másodmagával a kutatásON című beszélgetéssorozat műsorvezető-szerkesztője. A podcast különböző tudományterületek PhD-hallgatóinak tevékenységét mutatja be. 

## Díjak
- 2023 – Junior Prima Díj[3] – Magyar ismeretterjesztés és média kategória[4][5]
- 2022 – II. helyezés – TIT-DOSZ Doktorandusz cikkpályázat – Valóság folyóirat kategória
- 2021 – Különdíj – a Szellemi Tulajdon Nemzeti Hivatal (SZTNH) által kiadott Ujvári János diplomadíj – SZERZŐI JOGI kategória
- 2021 – Különdíj – Magyarország és Svédország közötti diplomáciai kapcsolat 100. évfordulójára kiírt diplomáciatörténeti pályázat
- 2021 -  I. helyezés – A cirkusz csillaga (1934) – Egy vígszínházi cirkuszoperett bemutatása sajtóforrások tükrében, XXIV. PTDK, Zene szakosztály
- 2020 – III. helyezés – Két magyar népszínmű elemzése fogalmi magyarázatokkal, Doktoranduszok Országos Szövetsége, XXIII. Tavaszi Szél Konferencia, Irodalomtudomány szekció, Nemzeti Közszolgálati Egyetem
- 2020 – Különdíj – Enyém az első csók. Egy operett betiltása 1928-ban, 19. VMTDK, Humán Tudományok I. szekció, Újvidéki Egyetem
- 2020 – I. helyezés – Az operettről és az operett-táncról szóló diskurzus a szocializmusban – Cikkek a Táncművészetből 1952 és 1956 között. XXIII. PTDK, Zene szakosztály